# Acronychia arfakensis
Acronychia arfakensis är en vinruteväxtart som beskrevs av L. S. Gibbs. Acronychia arfakensis ingår i släktet Acronychia och familjen vinruteväxter. Inga underarter finns listade i Catalogue of Life.